# I'm in the House
I'm in the House è un singolo del DJ statunitense Steve Aoki, pubblicato il 4 dicembre 2009 in Italia dalla TIME e successivamente nel marzo 2010 nel Regno Unito dalla Data Records e negli Stati Uniti d'America dalla Dim Mak Records.
Il singolo ha visto la partecipazione vocale del cantante statunitense will.i.am dei Black Eyed Peas, accreditato con il nome Zuper Blahq.

## Tracce
CD promozionale (Regno Unito) – 1ª versione
1. I'm in the House (Radio Edit) – 3:19
2. I'm in the House (Dirty Extended Mix)
3. I'm in the House (The Count Burning Down Your House Mix) – 4:38
4. I'm in the House (Qemists Remix)
5. I'm in the House (Redlight Remix)
6. I'm in the House (Gigi Barocco Remix) – 5:37
7. I'm in the House (Clean Extended Mix)
8. I'm in the House (Instrumental Edit)

CD promozionale (Regno Unito) – 2ª versione
1. I'm in the House (Radio Edit) – 3:22
2. I'm in the House (Gigi Barocco Remix) – 5:39
3. I'm in the House (The Count 'Burning Down Your House' Mix) – 4:40
4. I'm in the House (Clean Edit) – 3:19

CD singolo (Regno Unito)
1. I'm in the House (Clean Radio Edit) – 3:19
2. I'm in the House (Hervé's Burning Down Your House Remix) – 4:38

12" (Italia)
- Lato A

1. I'm in the House (Original) – 3:19
2. I'm in the House (Sharam Lovefest Remix) – 8:46

- Lato B

1. I'm in the House (Gigi Barocco Remix) – 5:37
2. I'm in the House (The Count aka Hervé's Burning Down Your House Remix) – 4:37

12" (Stati Uniti)
- Lato A

1. I'm in the House (Original Mix) – 3:19
2. I'm in the House (Gigi Barocco Remix) – 5:37
3. I'm in the House (LP Radio Edit) – 3:26

- Lato B

1. I'm in the House (Richard Vission Remix) – 4:32
2. I'm in the House (Fatman Scoop & Disco Fries Remix) – 4:10
3. I'm in the House (The Count aka Hervé's Burning Down Your House Remix) – 4:37

Download digitale (Italia)
1. I'm in the House (Original) – 3:19
2. I'm in the House (Gigi Barocco Remix) – 5:37
3. I'm in the House (The Count aka Hervé's Burning Down Your House Remix) – 4:37
4. I'm in the House (Dub Remix) – 4:03
5. I'm in the House (Sharam Lovefest Remix) – 8:46

Download digitale (Regno Unito)
1. I'm in the House (Radio Edit) – 3:12
2. I'm in the House (Sharam Love Fest Remix) – 8:46

Download digitale (Stati Uniti)
1. I'm in the House – 3:24

## Classifiche
| Classifica (2010) | Posizione massima |
| ----------------- | ----------------- |
| Belgio (Fiandre)  | 43                |
| Paesi Bassi       | 40                |